# Santa Eulàlia de Riuprimer
Santa Eulàlia de Riuprimer és un municipi de la comarca d'Osona, està situat al centre-oest de la regió de l'Alt Ter. En la legislatura 2019-2023, l'alcalde és Xavier Rovira Montells, de la candidatura Independents per Riuprimer-AM.

## Geografia
- Llista de topònims de Santa Eulàlia de Riuprimer (orografia: muntanyes, serres, collades, indrets…; hidrografia: rius, fonts…; edificis: cases, masies, esglésies, etc.).

El municipi es troba a l'extrem occidental de la Plana de Vic, però és predominantment muntanyós.

## Història
El terme de Santa Eulàlia va organitzar-se administrativament entorn d'una petita fortalesa, el castell de Torroella, que ja existia el 904, i a la qual se li va donar la categoria de castell termenat cap al 1130. Fins al principi del segle xix, els bisbes de Vic van tenir el domini civil del terme i els nobles al davant del castell i del terme els prestaven obediència i vassallatge.
El 17 de maig de 1705, a l'ermita de Sant Sebastià prop d'aquest municipi, va tenir lloc una reunió on els austriacistes coneguts com als vigatans van coordinar els detalls del Pacte de Gènova, que es coneixeria com el Pacte dels Vigatans.
La localitat va rebre el malnom de Santa Eulàlia del Merder pel mal estat de les aigües del riu Mèder, que neix al poble.

## Demografia
El 2019 tenia 1345 habitants.
| 1497 f | 1515 f | 1553 f | 1717 | 1787 | 1857 | 1877 | 1887 | 1900 | 1910 |
| ------ | ------ | ------ | ---- | ---- | ---- | ---- | ---- | ---- | ---- |
| 19     | 19     | 19     | 145  | 480  | 681  | 604  | 480  | 416  | 476  |

| 1920 | 1930 | 1940 | 1950 | 1960 | 1970 | 1981 | 1990 | 1992 | 1994 |
| ---- | ---- | ---- | ---- | ---- | ---- | ---- | ---- | ---- | ---- |
| 534  | 508  | 543  | 548  | 561  | 756  | 783  | 855  | 854  | 854  |

| 1996 | 1998 | 2000 | 2002 | 2004 | 2006 | 2008  | 2010  | 2012  | 2014  |
| ---- | ---- | ---- | ---- | ---- | ---- | ----- | ----- | ----- | ----- |
| 845  | 859  | 864  | 869  | 864  | 926  | 1.004 | 1.079 | 1.199 | 1.259 |

| 2016  | 2018  | 2020  | 2022  | 2024  | 2026 | 2028 | 2030 | 2032 | 2034 |
| ----- | ----- | ----- | ----- | ----- | ---- | ---- | ---- | ---- | ---- |
| 1.266 | 1.309 | 1.383 | 1.401 | 1.487 | -    | -    | -    | -    | -    |